# Boardman (Carolina do Norte)
Boardman é uma cidade  localizada no estado norte-americano de Carolina do Norte, no Condado de Columbus.

## Demografia
Segundo o censo norte-americano de 2000, a sua população era de 202 habitantes. 
Em 2006, foi estimada uma população de 200, um decréscimo de 2 (-1.0%).

## Geografia
De acordo com o United States Census Bureau tem uma área de 8,2 km², dos quais 8,1 km² cobertos por terra e 0,1 km² cobertos por água.

## Localidades na vizinhança
O diagrama seguinte representa as localidades num raio de 16 km ao redor de Boardman. 